# 佐佐木等
佐佐木等（1891年—1982年7月23日），日本足球運動員，教练，曾经率领日本國家足球隊参加上海1921年远东运动会。

## 教练生涯
佐佐木等经率领日本國家足球隊参加上海1921年远东运动会。（日本 1-3 菲律賓 5月30日，日本 0-4 中国 6月1日）

## 逝世
1982年7月23日，因肺血栓在東京都病逝，享年91歲。